# Crassula barbata
Crassula barbata là một loài thực vật có hoa trong họ Crassulaceae. Loài này được Thunb. miêu tả khoa học đầu tiên năm 1778. Crassula barbata subsp. broomii is a subspecies, also found in South Africa.